# Tigridia
Tigridia Juss. è un genere di piante della famiglia delle Iridaceae.

## Tassonomia
Comprende le seguenti specie:
- Tigridia albicans Ravenna
- Tigridia alpestris Molseed
- Tigridia amatlanensis Aarón Rodr. & García-Mend.
- Tigridia arequipensis Montesinos, A.Pauca & Revilla
- Tigridia augusta Drapiez
- Tigridia bicolor' Molseed
- Tigridia catarinensis Cruden
- Tigridia chiapensis Molseed ex Cruden
- Tigridia chrysantha Cruden & S.J.Walker ex McVaugh
- Tigridia citrina (Cruden) Goldblatt
- Tigridia coerulea Goldblatt
- Tigridia convoluta (Ravenna) Goldblatt
- Tigridia conzattii (R.C.Foster) Goldblatt
- Tigridia dugesii S.Watson
- Tigridia durangensis Molseed ex Cruden
- Tigridia ehrenbergii (Schltdl.) Molseed
- Tigridia estelae López-Ferr. & Espejo
- Tigridia flammea (Lindl.) Ravenna
- Tigridia fosteri Goldblatt
- Tigridia galanthoides Molseed
- Tigridia gracielae Aarón Rodr. & Ortiz-Cat.
- Tigridia hallbergii Molseed
- Tigridia heliantha (Ravenna) Goldblatt
- Tigridia hintonii Molseed
- Tigridia huajuapanensis Molseed ex Cruden
- Tigridia huyanae (J.F.Macbr.) Ravenna
- Tigridia illecebrosa Cruden
- Tigridia immaculata (Herb.) Ravenna
- Tigridia inusitata (Cruden) Ravenna
- Tigridia latifolia (Weath.) Goldblatt
- Tigridia longispatha (Herb.) Goldblatt
- Tigridia mariaetrinitatis Espejo & López-Ferr.
- Tigridia martinezii Calderón
- Tigridia matudae Molseed
- Tigridia meleagris (Lindl.) G.Nicholson
- Tigridia mexicana Molseed
- Tigridia minuta Ravenna
- Tigridia molseediana Ravenna
- Tigridia mortonii Molseed
- Tigridia multiflora (Baker) Ravenna
- Tigridia nanchititlensis Aarón Rodr. & Szeszko
- Tigridia oaxacana (Molseed) Goldblatt
- Tigridia orthantha (Lem.) Ravenna
- Tigridia pavonia (L.f.) DC.
- Tigridia pearcei (Baker) Ravenna
- Tigridia philippiana I.M.Johnst.
- Tigridia potosina López-Ferr. & Espejo
- Tigridia pugana Aarón Rodr. & Ortiz-Cat.
- Tigridia pulchella B.L.Rob.
- Tigridia purpusii Molseed
- Tigridia purruchucana (Herb.) Ravenna
- Tigridia raimondii Ravenna
- Tigridia rzedowskiana Aarón Rodr. & Ortiz-Cat.
- Tigridia seleriana (Loes.) Ravenna
- Tigridia suarezii Aarón Rodr. & Ortiz-Cat.
- Tigridia tepoxtlana Ravenna
- Tigridia tuitensis (Aarón Rodr. & Ortiz-Cat.) Goldblatt
- Tigridia vanhouttei Roezl ex Van Houtte
- Tigridia venusta Cruden
- Tigridia violacea Schiede ex Schltdl.